# Chawang (huyện)
Chawang (tiếng Thái: ฉวาง) là một huyện (amphoe) của tỉnh Nakhon Si Thammarat, miền nam Thái Lan.

## Địa lý
Các huyện giáp ranh (từ phía đông bắc theo chiều kim đồng hồ) là Phipun, Lan Saka, Chang Klang, Na Bon, Thung Yai và Tham Phannara của Nakhon Si Thammarat, và Wiang Sa của tỉnh Surat Thani.
Phía đông là Vườn quốc gia Khao Luang.

## Khí hậu
| Dữ liệu khí hậu của Chawang (1981–2010, extremes 1995-present)                                    | Dữ liệu khí hậu của Chawang (1981–2010, extremes 1995-present) | Dữ liệu khí hậu của Chawang (1981–2010, extremes 1995-present) | Dữ liệu khí hậu của Chawang (1981–2010, extremes 1995-present) | Dữ liệu khí hậu của Chawang (1981–2010, extremes 1995-present) | Dữ liệu khí hậu của Chawang (1981–2010, extremes 1995-present) | Dữ liệu khí hậu của Chawang (1981–2010, extremes 1995-present) | Dữ liệu khí hậu của Chawang (1981–2010, extremes 1995-present) | Dữ liệu khí hậu của Chawang (1981–2010, extremes 1995-present) | Dữ liệu khí hậu của Chawang (1981–2010, extremes 1995-present) | Dữ liệu khí hậu của Chawang (1981–2010, extremes 1995-present) | Dữ liệu khí hậu của Chawang (1981–2010, extremes 1995-present) | Dữ liệu khí hậu của Chawang (1981–2010, extremes 1995-present) | Dữ liệu khí hậu của Chawang (1981–2010, extremes 1995-present) |
| Tháng                                                                                             | 1                                                              | 2                                                              | 3                                                              | 4                                                              | 5                                                              | 6                                                              | 7                                                              | 8                                                              | 9                                                              | 10                                                             | 11                                                             | 12                                                             | Năm                                                            |
| ------------------------------------------------------------------------------------------------- | -------------------------------------------------------------- | -------------------------------------------------------------- | -------------------------------------------------------------- | -------------------------------------------------------------- | -------------------------------------------------------------- | -------------------------------------------------------------- | -------------------------------------------------------------- | -------------------------------------------------------------- | -------------------------------------------------------------- | -------------------------------------------------------------- | -------------------------------------------------------------- | -------------------------------------------------------------- | -------------------------------------------------------------- |
| Cao kỉ lục °C (°F)                                                                                | 37.5 (99.5)                                                    | 39.5 (103.1)                                                   | 39.8 (103.6)                                                   | 41.1 (106.0)                                                   | 40.6 (105.1)                                                   | 38.2 (100.8)                                                   | 36.2 (97.2)                                                    | 36.2 (97.2)                                                    | 35.4 (95.7)                                                    | 36.2 (97.2)                                                    | 38.3 (100.9)                                                   | 35.5 (95.9)                                                    | 41.0 (105.8)                                                   |
| Trung bình ngày tối đa °C (°F)                                                                    | 32.8 (91.0)                                                    | 34.6 (94.3)                                                    | 35.3 (95.5)                                                    | 35.5 (95.9)                                                    | 33.8 (92.8)                                                    | 32.9 (91.2)                                                    | 32.6 (90.7)                                                    | 32.6 (90.7)                                                    | 32.5 (90.5)                                                    | 31.8 (89.2)                                                    | 31.4 (88.5)                                                    | 31.5 (88.7)                                                    | 33.1 (91.6)                                                    |
| Trung bình ngày °C (°F)                                                                           | 26.2 (79.2)                                                    | 27.2 (81.0)                                                    | 27.9 (82.2)                                                    | 28.3 (82.9)                                                    | 27.6 (81.7)                                                    | 27.3 (81.1)                                                    | 26.9 (80.4)                                                    | 27.1 (80.8)                                                    | 26.9 (80.4)                                                    | 26.4 (79.5)                                                    | 26.3 (79.3)                                                    | 25.9 (78.6)                                                    | 27.0 (80.6)                                                    |
| Tối thiểu trung bình ngày °C (°F)                                                                 | 20.7 (69.3)                                                    | 20.3 (68.5)                                                    | 21.2 (70.2)                                                    | 22.1 (71.8)                                                    | 22.8 (73.0)                                                    | 22.7 (72.9)                                                    | 22.5 (72.5)                                                    | 22.5 (72.5)                                                    | 22.6 (72.7)                                                    | 22.7 (72.9)                                                    | 22.4 (72.3)                                                    | 21.5 (70.7)                                                    | 22.0 (71.6)                                                    |
| Thấp kỉ lục °C (°F)                                                                               | 15.0 (59.0)                                                    | 15.5 (59.9)                                                    | 16.2 (61.2)                                                    | 17.7 (63.9)                                                    | 17.5 (63.5)                                                    | 19.5 (67.1)                                                    | 19.2 (66.6)                                                    | 19.0 (66.2)                                                    | 19.5 (67.1)                                                    | 16.8 (62.2)                                                    | 17.7 (63.9)                                                    | 16.5 (61.7)                                                    | 15.0 (59.0)                                                    |
| Lượng mưa trung bình mm (inches)                                                                  | 38.4 (1.51)                                                    | 39.0 (1.54)                                                    | 116.9 (4.60)                                                   | 105.4 (4.15)                                                   | 206.2 (8.12)                                                   | 187.8 (7.39)                                                   | 192.1 (7.56)                                                   | 220.0 (8.66)                                                   | 243.0 (9.57)                                                   | 221.6 (8.72)                                                   | 203.9 (8.03)                                                   | 120.6 (4.75)                                                   | 1.894,9 (74.60)                                                |
| Số ngày mưa trung bình                                                                            | 7.6                                                            | 3.9                                                            | 9.9                                                            | 12.2                                                           | 18.2                                                           | 17.8                                                           | 19.3                                                           | 20.0                                                           | 20.8                                                           | 24.0                                                           | 17.5                                                           | 12.5                                                           | 183.7                                                          |
| Độ ẩm tương đối trung bình (%)                                                                    | 80                                                             | 75                                                             | 76                                                             | 79                                                             | 84                                                             | 85                                                             | 86                                                             | 85                                                             | 86                                                             | 87                                                             | 87                                                             | 84                                                             | 83                                                             |
| Số giờ nắng trung bình tháng                                                                      | 198.4                                                          | 180.8                                                          | 201.5                                                          | 183.0                                                          | 155.0                                                          | 150.0                                                          | 114.7                                                          | 151.9                                                          | 144.0                                                          | 108.5                                                          | 138.0                                                          | 142.6                                                          | 1.868,4                                                        |
| Số giờ nắng trung bình ngày                                                                       | 6.4                                                            | 6.4                                                            | 6.5                                                            | 6.1                                                            | 5.0                                                            | 5.0                                                            | 3.7                                                            | 4.9                                                            | 4.8                                                            | 3.5                                                            | 4.6                                                            | 4.6                                                            | 5.1                                                            |
| Nguồn 1: Thai Meteorological Department                                                           |                                                                |                                                                |                                                                |                                                                |                                                                |                                                                |                                                                |                                                                |                                                                |                                                                |                                                                |                                                                |                                                                |
| Nguồn 2: Office of Water Management and Hydrology, Royal Irrigation Department (sun and humidity) |                                                                |                                                                |                                                                |                                                                |                                                                |                                                                |                                                                |                                                                |                                                                |                                                                |                                                                |                                                                |                                                                |

## Hành chính
Huyện này được chia thành 10 phó huyện (tambon), các đơn vị này lại được chia ra thành 84 làng (muban). Có 3 thị trấn (thesaban tambon) - Chan Di nằm trên toàn bộ tambon Chan Di, Chawang và Mai Riang mỗi đơn vị nằm trên một tambon cùng tên. Có 10 Tổ chức hành chính tambon.
| \| STT \| Tên \| Tên tiếng Thái \| Số làng \| Dân số \| \| \| --- \| ---------- \| -------------- \| ------- \| ------ \| \| \| 1. \| Chawang \| ฉวาง \| 9 \| 7.056 \| \| \| 2. \| La-ai \| ละอาย \| 15 \| 11.484 \| \| \| 4. \| Na Wae \| นาแว \| 12 \| 7.311 \| \| \| 5. \| Mai Riang \| ไม้เรียง \| 10 \| 7.769 \| \| \| 6. \| Kabiat \| กะเปียด \| 3 \| 3.960 \| \| \| 7. \| Na Kacha \| นากะชะ \| 7 \| 4.807 \| \| \| 9. \| Huai Prik \| ห้วยปริก \| 7 \| 6.177 \| \| \| 10. \| Saira \| ไสหร้า \| 10 \| 7.054 \| \| \| 15. \| Na Khliang \| นาเขลียง \| 6 \| 2.825 \| \| \| 16. \| Chan Di \| จันดี \| 5 \| 7.344 \| \| | Map of Tambon |                |         |        |  |
| STT | Tên           | Tên tiếng Thái | Số làng | Dân số |  |
| 1. | Chawang       | ฉวาง           | 9       | 7.056  |  |
| 2. | La-ai         | ละอาย          | 15      | 11.484 |  |
| 4. | Na Wae        | นาแว           | 12      | 7.311  |  |
| 5. | Mai Riang     | ไม้เรียง         | 10      | 7.769  |  |
| 6. | Kabiat        | กะเปียด         | 3       | 3.960  |  |
| 7. | Na Kacha      | นากะชะ         | 7       | 4.807  |  |
| 9. | Huai Prik     | ห้วยปริก         | 7       | 6.177  |  |
| 10. | Saira         | ไสหร้า          | 10      | 7.054  |  |
| 15. | Na Khliang    | นาเขลียง        | 6       | 2.825  |  |
| 16. | Chan Di       | จันดี            | 5       | 7.344  |  |

Các con số mất là các tambon nay thuộc các huyện Tham Phannara và Chang Klang.